# E. Myles Standish
Erland Myles Standish, Jr. (* 5. März 1939) ist ein US-amerikanischer Astronom.
E. Myles Standish schloss 1962 sein Studium der Astronomie an der Wesleyan University ab und wurde 1968 an der Yale University promoviert. Er arbeitete danach am Jet Propulsion Laboratory der NASA.
Der Asteroid (3420) Standish ist nach ihm benannt. Im Jahr 2000 war er Preisträger des Brouwer Awards.